# Maler von Berlin 2624

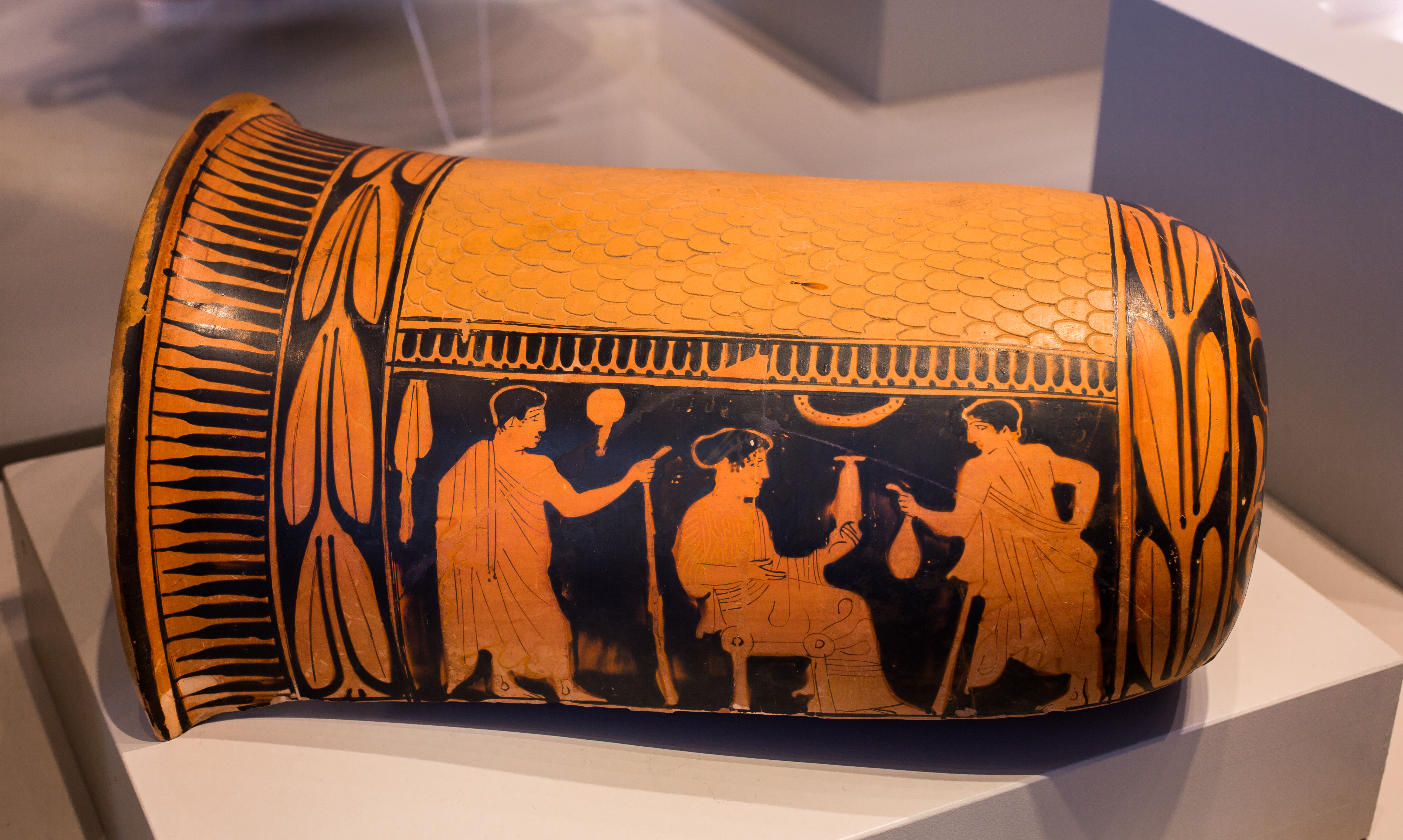
Epinetron F 2624 in der Antikensammlung Berlin

Der Maler von Berlin 2624 (tätig um 450 v. Chr.) war ein heute namentlich nicht mehr bekannter attischer Vasenmaler des rotfigurigen Stils. Seinen Notnamen erhielt er nach dem Epinetron F 2624 in der Berliner Antikensammlung. Ausgehend von dem Berliner Werk wurden ihm noch einige weitere Stücke, alles Epinetra, zugeschrieben.

## Werke
- Athen, Agoramuseum

Epinetron P 7817 • Fragment eines Epinetron P 16393
- Athen, Archäologisches Nationalmuseum

Epinetron 2180
- Berlin, Antikensammlung

Epinetron F 2624
- Heidelberg, Ruprecht-Karls-Universität

Fragment eines Epinetron K 14 A
nahe dem Maler:
- Athen, Agoramuseum

Fragment eines Epinetron P 9426
- Athen, Nationalmuseum

Fragment eines Epinetron 1596 • Epinetron 2182